# خورشیدگرفتگی ۹ مارس ۱۹۹۷
خورشیدگرفتگی ۹ مارس ۱۹۹۷ (به انگلیسی: Solar eclipse of March 9, 1997) یک خورشیدگرفتگی از نوع خورشیدگرفتگی کامل است. این خورشیدگرفتگی در تاریخ ۹ مارس ۱۹۹۷ میلادی (‎۱۹ اسفند ۱۳۷۵ خورشیدی) روی داد که زمان اوج آن، ساعت ۱:۲۴:۵۱ به‌وقت ساعت هماهنگ جهانی بوده‌است. مدت زمان و طول این خورشیدگرفتگی ۲ دقیقه و ۵۰ ثانیه بود.